# Prosthechea sima
Prosthechea sima är en orkidéart som först beskrevs av Robert Louis Dressler, och fick sitt nu gällande namn av Wesley Ervin Higgins. Prosthechea sima ingår i släktet Prosthechea och familjen orkidéer. Inga underarter finns listade i Catalogue of Life.